# 碧岩寺、真君古庙寺庙群
碧岩寺、真君古庙寺庙群，位于中国广东省揭阳市揭西县东园镇赤岩村，为揭西县的一个县级文物保护单位，类型为古建筑，公布时间为2005年。
碧岩寺、真君古庙寺庙群的历史年代为清同治十三年（1874）。